# Röda Korset
Röda Korset (även Röda korset) är en internationell humanitär rörelse med 14 miljoner volontärer i hela världen. Den grundades för att skydda mänskligt liv och hälsa, för att garantera respekten för alla människor och för att förhindra och lindra mänskligt lidande.
Rörelsen består av flera olika organisationer som är juridiskt oberoende av varandra men förenas inom rörelsen genom gemensamma grundläggande principer, mål, symboler, stadgar och styrande organisationer. Rörelsens delar är:
- Internationella Rödakorskommittén (ICRC) är en neutral, opartisk och oberoende organisation som grundades 1863 i Genève, Schweiz, av Henry Dunant och Gustave Moynier. Dess uppdrag är att bistå människor som drabbas av krig, konflikt eller andra våldssituationer med skydd och humanitära insatser.[4] ICRC har tilldelats Nobels fredspris vid tre tillfällen (1917, 1944 och 1963).[5]

- Internationella rödakors- och rödahalvmånefederationen (IFRC) grundades 1919 och samordnar i dag aktiviteter mellan de 191 nationella rödakors- och rödahalvmåneföreningarna inom rörelsen. På internationell nivå leder och organiserar federationen, i nära samarbete med de nationella föreningarna, biståndsuppdrag vid storskaliga kriser. Den internationella federationens sekretariat finns i Genève, Schweiz. År 1963 tilldelades federationen (dåvarande Rödakorsförbundet) Nobels fredspris tillsammans med ICRC.[5]

- Nationella Röda kors- eller Röda halvmåneföreningar finns i nästan alla länder i världen. För närvarande är 191 nationella föreningar erkända av Internationella rödakorskommittén och har antagits som fullvärdiga medlemmar i federationen. Varje enhet arbetar i sitt hemland enligt principerna i internationell humanitär rätt och stadgan för den internationella rörelsen. Beroende på deras specifika förutsättningar och kapacitet kan de nationella föreningarna ta på sig ytterligare humanitära uppgifter som inte direkt definieras av internationell humanitär rätt eller mandaten för den internationella rörelsen. I många länder är de tätt kopplade till respektive nationellt hälso- och sjukvårdssystem genom att ge akutvård.

## Grundprinciperna
Röda Korsets grundprinciper är humanitet, opartiskhet, neutralitet, självständighet, frivillighet, enhet och universalitet. Rörelsen är religiöst och politiskt obunden och tar aldrig ställning för eller emot någon av de inblandade parterna i ett krig eller konflikt, utan bara för de enskilda som drabbats.

## Historik

### Slaget vid Solferino
1859 var den unge schweiziske bankiren Henry Dunant på väg till Napoleon III för att söka stöd för ett jordbruksprojekt i Algeriet. På väg till denne bevittnade Dunant ett för tiden mycket stort slag i Solferino och i efterföljden av slaget var antalet döende och sårade ofantligt. Tillsammans med frivilliga kvinnor i trakten försökte Dunant organisera hjälp för offren. Trots att många hem omvandlades till mindre sjukhus och många frivilliga deltog, var lidandet enormt.

### Minnen från Solferino
År 1862 skrev Dunant om upplevelserna i Solferino i boken Minnen från Solferino, där han beskriver slaget, sitt och andras arbete med att hjälpa sårade och det stora hjälpbehovet. 
| ”              | Nu börjar beklagliga scener. Det finns vatten; det finns livsmedel; och likväl dör de sårade av hunger och törst. Det finns linneskav i överflöd, men inte tillräckligt med händer för att anbringa det på såren! Största delen av läkarna har måst lämna för att bege sig till Carviana, det är brist på sjuksköterskor och i detta kritiska ögonblick fattas det armar. | „ |
| – Henri Dunant | |   |

I boken skriver Dunant om hur organisationer skulle kunna utbilda frivilliga för att ta hand om sårade oavsett nationalitet. Dessa tankar låg till grund för bildandet av Röda korset.

### Röda korset grundas
Den 9 februari 1863, i Genève, grundar Henry Dunant, tillsammans med advokaten Gustave Moynier, läkarna Louis Appia och Théodor Maunior och general Guillaume-Henri Dufour den kommitté som kom att grunda Röda Korset. De bildade "International Committee for Relief to the Wounded." Kommittén organiserade 26–29 oktober 1863 en internationell konferens i Genève vars syfte var att se vilka åtgärder man kunde vidta för att förbättra den medicinska situationen för skadade på ett slagfält. Flera länder, däribland Sverige, sände delegater till konferensen. Bland de förslag som antogs av konferensdeltagarna fanns:
- Grundandet av nationella organisationer av frivilliga som kunde ta hand om sårade soldater.
- Tillåtelse för dessa frivilliga att verka på slagfältet.
- Den medicinska personalen i fält skulle skyddas genom att bära ett skyddsemblem, en vit armbindel med ett rött kors.

Nästa konferens genomfördes redan året därpå, 1864, då den första Genèvekonventionen antogs. År 1876 bytte kommittén namn till "International Committee of the Red Cross", (ICRC).

### Nobels fredspris
Röda Korset har erhållit totalt tre fredspris (fyra med Henri Dunants 1901) för insatser under första respektive andra världskriget, samt som tack för dess insatser i mänsklighetens tjänst i 100 år. Nobelprisen utdelades åren 1917, 1944 och 1963.

## Verksamhet

### Organisation
Röda Korsets högsta beslutande organ är Internationella rödakorskonferensen. Konferensen hålls vart fjärde år.

### Internationella rödakorskommitténs verksamhet

Internationella Rödakorskommittén.

Internationella Rödakorskommittén ICRC har sitt huvudkontor i Genève, Schweiz. ICRC arbetar med att skydda offren i väpnade konflikter. De arbetar också med utveckling och spridning av Genevèkonventionerna och verkar för att dessa följs. ICRC besöker även krigsfångar. ICRC bildades 1863 och är rödakorsrörelsens ursprungsorganisation .
Enligt ICRC:s konstitution måste de särskilt utsedda personer, som utgör själva kommittén, vara schweiziska medborgare. Tanken bakom detta är att ge en garanti för fullständig politisk neutralitet. Ingen skall kunna misstänkas för att på något sätt gynna nationella särintressen eller endera parten, när ICRC agerar i en konflikt.

### Internationella rödakors- och rödahalvmånefederationens verksamhet

Internationella rödakors- och rödahalvmånefederationen.

Internationella rödakors- och rödahalvmånefederationen IFRC samordnar hjälpinsatser och bistånd i fredstid. Det kan gälla i förebyggande syfte eller katastrofhjälp. Federationen grundades 1919 och samordnar de 191 nationella föreningarna.

### Nationella föreningar
Det finns 191 nationella Rödakors- eller Rödahalvmåneföreningar i världen. I varje land får det bara finnas en förening.

#### Exempel
- Danmark - Danmarks Röda Kors (Røde Kors) bildades april 1876[9]
- Finland - Finlands Röda Kors (Punainen Risti) bildades maj 1877[10]
- Norge - Norges Røde Kors bildades september 1865[11]
- Sverige - Svenska Röda Korset bildades maj 1865[12]
- Sverige - Svenska Röda Korsets Ungdomsförbund bildades 1921 och blev en självständig organisation 1997[13]
- Tyskland - Tyska Röda korset bildades januari 1921
- USA - Amerikanska Röda Korset

## Emblemet

Röda Korset.

Röda halvmånen.

Röda kristallen.

### Skyddssymbol i krig
Det röda korset på vit botten som används som skyddssymbol är schweiziska flaggan inverterad. Detta anses vara en hedersbetygelse inför Henry Dunant som var schweizare.
Symbolen ska egentligen bara användas i krig men varje lands regering kan i fredstid ge tillstånd till sjukvårdande institutioner, som har funktion även i krigstid, att använda symbolen. Det röda korset är inte är en symbol för sjukvård i allmänhet. Vissa akutsjukhus kan dock, i beredskapssyfte, få regeringens tillstånd att märkas med det röda korset. Dessutom ges landets nationella rödakorsförening tillstånd att använda symbolen. Då Röda korset använder symbolen är den normalt mindre och har en text med namnet på den nationella föreningen eller lokala rödakorsavdelningen.
Dessutom använder första hjälpen-grupperna (i Sverige) symbolen som då har texten "Röda Korset" och "Första hjälpen" i en cirkel runt korset.
Missbruk av symbolen leder till böter eller fängelse. Att det är så pass högt straffvärde beror på att respekten för symbolen urholkas och symbolens skyddsfunktion minskar.

### Alternativa symboler
De erkända symbolerna enligt Genèvekonventionen 1949 är röda korset, röda halvmånen och röda lejonet och solen. Efter decennier av tvister kring emblemet ville rörelsen skapa ett emblem fri från varje politisk eller konfessionell konnotation, varvid röda kristallen utarbetades. Röda kristallen antogs av Internationella konferensen i Genève 22 juni 2006.
Den röda halvmånen används av många länder där majoriteten av befolkningen är muslimer. Organisationen och grundprinciperna är dock de samma. 
Röda lejonet och solen användes enbart i Iran med blandad kristen och muslimsk befolkning. Efter shahdömets fall och Irans övergång till en rent muslimsk stat upphörde användningen av emblemet och namnet, och 1980 övergick den nationella föreningen i Iran att kalla sig Iranska Röda Halvmånen istället. Röda lejonet och solen finns dock kvar bland de officiella emblemen av rödakorsrörelsen, trots att den inte används.
Röda davidstjärnan, används enbart av Israels nationella förening, Magen David Adom. Den är inte godkänd som officiellt emblem. Magen David Adom är den första nationella förening att använda röda kristallen som sitt emblem.
Det finns fler symboler som har använts för att representera organisationen, till exempel den Röda svastikan som infördes på försök i Sri Lanka och Indien 1957 respektive 1977.